# Ягодное (озеро, Северо-Казахстанская область)
Ягодное (каз. Ягодное) — озеро в Жамбылском районе Северо-Казахстанской области Казахстана. Находится в 2 км к северу от села Святодуховка и в 10 км к югу от села Екатериновка.
По данным топографической съёмки 1940-х годов, площадь поверхности озера составляет 5,49 км². Наибольшая длина озера — 3,2 км, наибольшая ширина — 2,3 км. Длина береговой линии составляет 9 км, развитие береговой линии — 1,08. Озеро расположено на высоте 147,1 м над уровнем моря.
Озеро входит в перечень рыбохозяйственных водоёмов местного значения.